# 보리슬라프 초네프
보리슬라프 알렉산드로프 초네프(영어: Borislav Aleksandrov Tsonev, 1995년 4월 29일 ~ )는 불가리아의 축구 선수로, 현재 파르바리가의 아르다 카르잘리에서 뛰고 있다.